# Силовая гидравлическая сеть

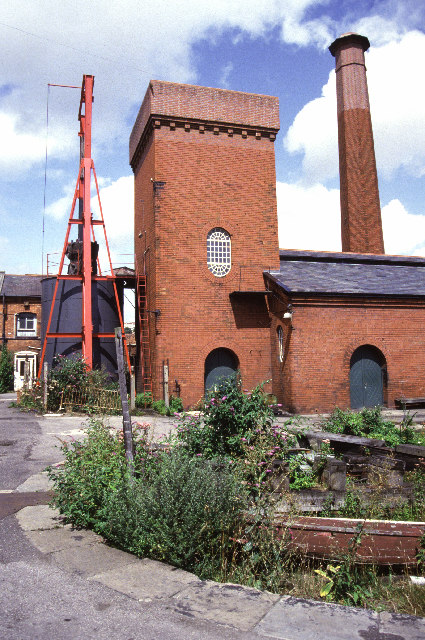
Насосная станция и гидроаккумулятор в Бристольской гавани

Cиловая гидравлическая сеть представляет собой систему взаимосвязанных труб, несущих жидкость, используемую для передачи механической энергии от источника энергии, такого как насос, к гидравлическому оборудованию, такому как подъемники или двигатели. Система аналогична электрической сети, передающей мощность от генерирующей станции к конечным пользователям. Лишь несколько сетей гидравлической передачи энергии все еще используются. Современное гидравлическое оборудование, обычно, имеет встроенный в машину насос, который создаёт поток жидкости в гидросистеме. В конце 19 века на фабрике могла использоваться гидравлическая сеть с центральным паровым двигателем или водяной турбиной, приводящей в действие насос, и системой труб высокого давления, передающих мощность на различные машины.
Идея общественной гидравлической сети была предложена Джозефом Брамой в патенте, полученном в 1812 году. Уильям Армстронг начал устанавливать гидравлические силовые системы в Англии с 1840-х годов, используя воду низкого давления, но прорыв произошел в 1850 году с началом использования в таких сетях гидроаккумуляторов, что позволило использовать гораздо более высокие давление. Первая общедоступная сеть, снабжающая многие компании, была построена в Кингстон-апон-Халл, Англия. Компания Hull Hydraulic Power Company начала свою деятельность в 1877 году, ее инженером был Эдвард Б. Эллингтон. Эллингтон участвовал в развёртывании большинства британских сетей и сетей в некоторыех других странах. Общественные сети были построены в Великобритании в Лондоне, Ливерпуле, Бирмингеме, Манчестере и Глазго. Аналогичные сети были в Антверпене, Мельбурне, Сиднее, Буэнос-Айресе и Женеве. Все общедоступные сети прекратили работу к середине 1970-х годов, но в Бристольской гавани все еще есть действующая система с аккумулятором, расположенным за пределами главной насосной станции, что позволяет увидеть его работу.

## История
Джозеф Брама, изобретатель и слесарь, живущий в Лондоне, зарегистрировал патент в Лондонском патентном ведомстве 29 апреля 1812 года, который в основном касался обеспечения общественной сети водоснабжения. Этот патент, также, включал вторичную концепцию обеспечения высокого давления для водопровода, который позволил бы мастерским запитать энергией давления машины. Вода под высоким давлением будет применяться «для множества других полезных целей, для которых она никогда раньше не применялась». Основными компонентами системы были кольцевая магистраль, в которую несколько насосных станций перекачивали воду, а давление регулировалось несколькими воздушными сосудами или нагруженными поршнями. Клапаны сброса давления должны были защищать систему, которая, по его мнению, могла подавать воду под давлением «великое множество атмосфер», и теоретически именно так работали более поздние гидроэнергетические системы.
В Ньюкасл-апон-Тайн поверенный по имени Уильям Армстронг, который экспериментировал с машинами, работающими от воды, работал в фирме поверенных, которые были назначены действовать от имени Whittle Dene Water Company. Эта компания была создана для снабжения Ньюкасла питьевой водой, и Армстронг был назначен секретарем на первом собрании акционеров. Вскоре после этого он написал в городской совет Ньюкасла, предложив перевести подъёмные краны на причале на гидравлическую тягу. Городской совет предложил ему выполнить работу за свой счет, с условием вознаграждения, если переоборудование пройдет успешно. Так оно и произошло, после чего Армстронг основал компанию Newcastle Cranage Company, которая получила заказ на переоборудование остальных четырех кранов. Последовала дальнейшая работа: инженер из доков Ливерпуля посетил Ньюкасл и был впечатлен демонстрацией универсальности крана, которую провел машинист крана Джон Торберн, известный среди местных жителей под прозвищем «Гидравлический домкрат».
В то время как система Ньюкасла работала на воде из общего водопровода, кран, установленный Армстронгом в Бернтисленде, не располагался там, где такой вариант был возможен, и поэтому он построил 180-футовую (55-метровую) башню с резервуаром для воды. сверху, который был заполнен паровой машиной мощностью 6 л. с. (4,5 кВт). В Элсвике в Глазго тарифы Департамента водоснабжения за использование воды убедили владельцев в том, что использование крана с паровым приводом будет дешевле. Концепция «нагруженных поршней» Брамы была представлена в 1850 году, когда первый гидроаккумулятор был установлен как часть схемы кранов для железных дорог Манчестера, Шеффилда и Линкольншира. В схеме кранов в Паддингтоне в следующем году был указан аккумулятор с поршнем 10 дюймов (250 мм) и ходом 15 футов (4,6 м), что позволяло достигать давления 600 фунтов на квадратный дюйм (41 бар). По сравнению с 80 фунтами на квадратный дюйм (5,5 бар) схемы Ньюкасла это повышенное давление значительно уменьшило объемы используемой воды. Краны были не единственным применением. Например гидравлическое управление воротами дока в Суонси сократило время их раскрытия с 15 до двух минут, а количество людей, необходимых для их управления, с двенадцати до четырех. Каждая из этих схем предназначалась для одного потребителя, а применение гидравлической энергии в более общем плане требовало новой модели.

### Публичные силовые сети в Великобритании

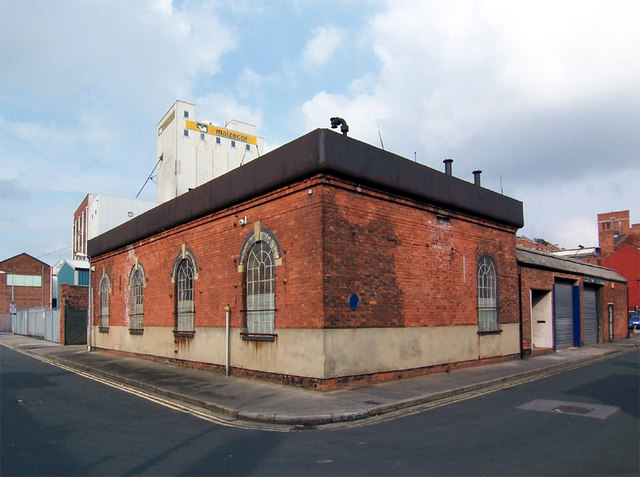
Гидравлическая насосная станция на Мачелл-стрит в Халле, на крыше виден отстойник для воды

#### Кингстон-апон-Халл
Первая практически эксплуатировавшаяся публичная сеть снабжения гидравлической энергией, была построена в Кингстон-апон-Халл в Англии. Компания Hull Hydraulic Power Company начала свою работу в 1876 году. Было проложено 2,5 мили (4,0 км) труб диаметром до 6 дюймов (150 мм), которые проходили вдоль западного берега реки Халл от моста Скалкоутс до его перекрестка с Хамбером. Насосная станция находилась недалеко от северного конца трубопровода, на Мачелл-стрит, рядом с заброшенным разводным мостом на Скотт-стрит, который приводился в действие гидравлически. Аккумулятор был на Мачелл-стрит и еще один, гораздо ближе к Хамберу, на углу Гримсби-лейн. Было предусмотрено специальное место, где напорная магистраль проходила под входом в док Квинс. К 1895 году насосы мощностью 250 л. с. (190 кВт) каждую неделю перекачивали по системе около 500 000 имперских галлонов (2300 м3) воды, и к ней было подключено 58 машин. Рабочее давление составляло 700 фунтов на квадратный дюйм (48 бар), а вода использовалась для работы кранов, доковых ворот и множества других механизмов, связанных с кораблями и судостроением. Система Hull просуществовала до 1940-х годов, до того момента когда систематические бомбардировки города во время Второй мировой войны привели к разрушению большей части её инфраструктуры. Компания была ликвидирована в 1947 году , когда Ф.Дж. Хасвелл, который был менеджером и инженером с 1904 года, вышел на пенсию.

#### Лондон
Самой известной общественной гидравлической силовой сетью была общегородская сеть London Hydraulic Power Company. Эта компания была основана в 1882 году как General Hydraulic Power Company. Эллингтоном участвовал в её работе в качестве инженера-консультанта. К следующему году начало работу еще одно предприятие, компания Wharves and Warehouses Steam Power and Hydraulic Pressure Company, с напорными магистралями протяженностью 7 миль (11 км) по обеим сторонам Темзы. Она поставляла энергию для кранов, доковых ворот и другой тяжелой техники. В соответствии с парламентским актом, принятым в 1884 году, две компании объединились в London Hydraulic Power Company. Первоначально поставляя 17,75 миллионов галлонов (80,7 мегалитров) воды под высоким давлением каждый день, к 1927 году, когда компания снабжала энергией около 8000 машин, этот показатель вырос до 1650 миллионов галлонов (7500 мегалитров). Они обслуживали 184 мили (296 км) сети при давлении 700 фунтов на квадратный дюйм (48 бар), которые охватывали территорию, достигавшую Пентонвиля на севере, Лаймхауса на востоке, Найн-Элмс и Бермондси на юге и Эрлс-Корт и Ноттинг-Хилл на западе.

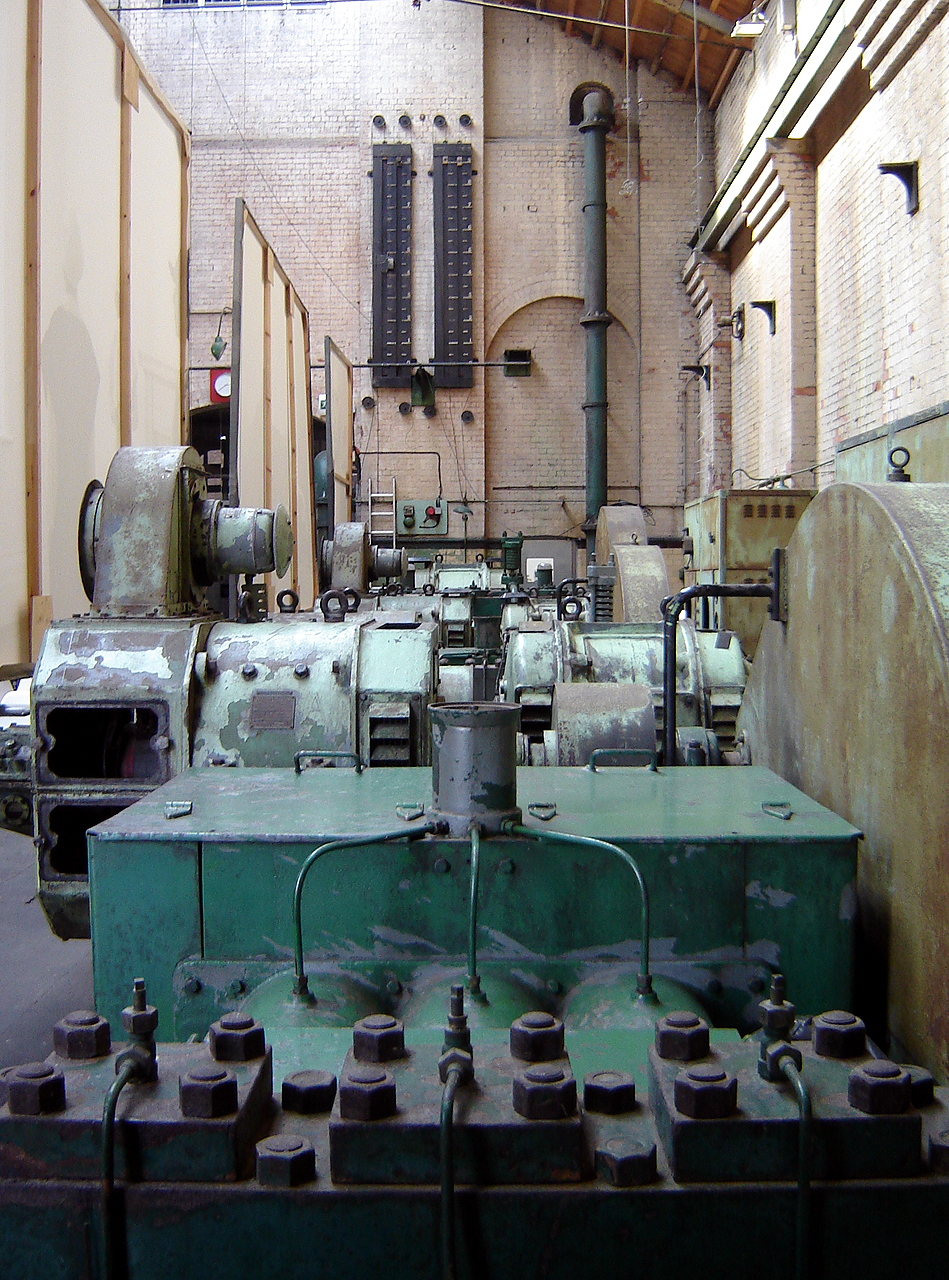
Сохранившееся насосное оборудование насосной станции Уоппинг, принадлежавшей London Hydraulic Power Company.

Пять насосных станций поддерживали давление в сети с помощью гидроаккумуляторов. Первая станция находилась в Falcon Wharf, Bankside. Впоследствии она была заменена четырьмя станциями в Wapping, Rotherhithe, Grosvenor Road в Pimlico и City Road в Clerkenwell. Пятая станция в Ост-Индийских доках изначально находилась в ведении администрации лондонского порта, но была передана и подключена к системе. На станциях использовались паровые двигатели до 1953 года, когда станция Гросвенор-роуд была переоборудована для использования электродвигателей, и после успеха этого проекта были переоборудованы и остальные четыре станции. Электродвигатели позволяли использовать гидроаккумуляторы гораздо меньшего размера, поскольку при использовании электродвигателей гидроаккумуляторы контролировали только давление и поток, а не накапливали энергию. Наряду с тем, что сеть снабжала энергией лифты, краны и портовые ворота, она также снабжала энергией платформу кабаре в отеле Savoy, а с 1937 года — 720-тонный трехсекционный центральный блок в выставочном центре Earls Court, который можно было поднимать или опускать относительно высоты основного этажа, чтобы превратить в бассейн или выставочный зал. Лондонская система сократилась во время Второй мировой войны из-за разрушения оборудования и помещений клиентов. После военных действий были реконструированы большие районы Лондона, а изменение маршрута напорных магистралей было намного сложнее, чем обеспечение электроснабжения, так что к 1954 году количество подключённых к сети машин упало до 4286.. Компания была ликвидирована в 1977 году.

#### Ливерпуль
Система начала действовать в Ливерпуле в 1888 году. Она была филиалом лондонской компании General Hydraulic Power Company, деятельность которой была санкционирована актами парламента, принятыми в 1884 и 1887 годах. К 1890 году было проложено около 16 миль (26 км) магистралей, питаемых насосной станцией на Атол-стрит, на берегу канала Лидс-Ливерпуль. Хотя изначально воду брали из канала, к 1890 году использовалась более чистая вода, поставляемая муниципалитетом Ливерпуля, что избавило от необходимости в установке для фильтрации. В это время в эксплуатации находились два насосных агрегата, а третий устанавливался. Давление поддерживалось двумя гидроаккумуляторами, каждый с поршнем диаметром 18 дюймов (460 мм) с ходом 20 футов (6,1 м). Журнал The Practical Engineer называл давление в этой системе равным 75 фунтов на квадратный дюйм (5,2 бара), но это вряд ли правильно, если сравнить её с другими системами. Вторая насосная станция на Графтон-стрит была введена в эксплуатацию к 1909 году. Система прекратила работу в 1971 году.

#### Бирмингем
Бирмингем получил свою систему в 1891 году, когда открылась гидравлическая станция на Далтон-стрит. Совершив необычный шаг, Дж. У. Грей, инженер городского департамента водоснабжения, в течение нескольких лет прокладывал под улицами напорные магистрали, предвидя потребность в такой системе. Гидравлическая станция использовала газовые двигатели типа Otto «Silent» и имела два гидроаккумулятора с поршнем диаметром 18 дюймов (460 мм), ходом 20 футов (6,1 м) и грузом 93 тонны каждый. Газовые двигатели запускались небольшим гидравлическим двигателем, который использовал гидравлическую энергию, хранящуюся в аккумуляторах, а все оборудование было поставлено компанией Эллингтона. Документы, описывающие детали системы, практически не сохранились.

#### Манчестер и Глазго
Последние две введённые в строй британские системы силовой гидравлической сети находились в Манчестере (введена в эксплуатацию в 1894 году) и Глазго, (введена в эксплуатацию в 1895 году). Обе были оборудованы компанией Эллингтона и использовали более высокое давление 1120 фунтов на квадратный дюйм (77 бар). Оно обеспечивалось шестью комплектами паровых машин тройного расширения мощностью 200 л. с. (150 кВт) каждая. Были установлены два гидроаккумулятора с поршнями диаметром 18 дюймов (460 мм), ходом 23 фута (7,0 м) и нагрузкой 127 тонн. В Манчестере гидравлическая станция была построена на восточной стороне Глостер-стрит, возле железнодорожной станции Манчестер-Оксфорд-роуд. Позже манчестерская сеть была дополнена станциями на Уотер-стрит и Потт-стрит, последняя теперь находится под автостоянками Центрального торгового парка. На пике своего развития в 1930-х годах система состояла из 35 миль (56 км) труб, которые были подключены к 2400 машинам, большинство из которых использовалось для прессования хлопка. Система была закрыта в 1972 году. В Глазго насосная станция находилась на пересечении Хай-стрит и Роттенроу. К 1899 году сеть снабжала энергией 348 машин, еще 39 находились в процессе достройки. Трубы были 7 дюймов (180 мм) в диаметре, и к 1909 году их было около 30 миль (48 км). В этом году клиентам было поставлено 202 141 имперских галлона (918,95 м3) воды под высоким давлением. Система была закрыта в 1964 году.

### За пределами Великобритании

#### Антверпен
Все британские системы были разработаны для обеспечения электроэнергией прерывистых процессов, таких как работа портовых ворот или подъемных кранов. Сесть, развёрнутая в Антверпене, была несколько иной, поскольку ее основным назначением было производство электроэнергии для освещения. Он был введен в эксплуатацию в 1894 году и использовал насосные двигатели общей мощностью 1000 л. с. (750 кВт) для подачи воды под давлением 750 фунтов на квадратный дюйм (52 бара). Эллингтон, в 1895 году, писал, что ему трудно понять, является ли это экономичным использованием гидравлической энергии, хотя испытания, проведенные на его заводе в Честере в октябре 1894 года, показали, что эффективность 59 процентов может быть достигнута с использованием непосредственно турбины Пелтона в сочетании с динамо-машиной.

#### Австралия
Две крупные системы были построены в Австралии. В июле 1889 года начала работать Мельбурнская гидравлическая энергетическая компания. Компания была уполномочена законом Викторианского парламента, принятым в декабре 1887 года, и началось строительство системы, при этом Coates & Co. выступала в качестве инженеров-консультантов, а Джордж Суинберн работал инженером-менеджером. Пароперекачивающая установка была поставлена фирмой Abbot & Co. из Англии. Расширение сети шло быстро: к концу 1889 года к системе было подключено около 70 машин, в основном гидравлических подъемников, а в середине 1890 года пришлось установить третий паровой двигатель, что более чем удвоило мощность системы. Четвертая насосная машина была добавлена в 1891 году, к тому времени к сети было подключено 100 клиентов. Магистраль представляла собой смесь 4-дюймовых (100 мм) и 6-дюймовых (150 мм) труб. Воду брали из реки Ярра до 1893 года, после чего ее брали из запасов Департамента общественных работ. К 1897 году было около 16 миль (26 км) магистралей. Вторая насосная станция была добавлена в 1901 году, а в 1902 году клиенты использовали 102 миллиона галлонов (454 мегалитров) воды под давлением.
Система эксплуатировалась как коммерческое предприятие до 1925 года, после чего бизнес и его активы вернулись в ведение города Мельбурн, как указано в первоначальном законе. Одним из первых улучшений, внесенных городским советом, была консолидация системы. Паровые насосы были заменены новыми электрическими насосами, расположенными на электростанции на Спенсер-стрит, которая, таким образом, снабжала город как электроэнергией, так и гидравлической энергией. Гидравлическая система продолжала работать в муниципальной собственности до декабря 1967 года.
В январе 1891 года была введена в эксплуатацию система в Сиднее. Это было оформлено актом парламента в 1888 году. Джордж Суинберн снова был инженером, и к 1894 году система снабжала энергией около 200 машин, включая 149 лифтов и 20 кранов в доках. В качестве операционной компании выступала компания Sydney and Suburbs Hydraulic Power Company, чье название, позже, было сокращено до Sydney Hydraulic Power Company. Напорные магистрали имели диаметр 4 дюйма (100 мм) или 6 дюймов (150 мм), а на пике развития системы их протяженность составляла около 50 миль (80 км), покрывая территорию между Пирмонтом, Вуллумулу, и Бродвеем. В 1919 году большинство из 2369 лифтов в столичном районе были гидравлическими. Насосная станция вместе с двумя гидроаккумуляторами располагалась в районе Дарлинг-Харбор, а в 1952 году оригинальные паровые двигатели были заменены тремя электродвигателями, приводящими в движение центробежные насосы. Система оставалась в частной собственности до ее закрытия в 1975 году. После закрытия здание насосной станции повторно использовалась как таверна.

#### Буэнос-Айрес
Силовая гидравлическая сеть системы Эллингтона была внедрена в Буэнос-Айресе для обеспечения работы системы откачки сточных вод в городе.

#### Женева
В 1879 году в Женеве была запущена общественная силовая гидравлическая сеть. Она использовала паровой двигатель мощностью 300 л. с. (220 кВт), установленный на Пон-де-ла-Машин, для откачки воды из Женевского озера, и, также, обеспечивала город питьевой водой. Энергию воды использовали около сотни небольших мастерских, на которых были установлены водяные двигатели Шмидта. Мощность двигателей составляла от 1 до 4 л. с. (от 0,75 до 2,98 кВт), а вода подавалась под давлением от 2 до 3 бар (от 29 до 44 фунтов на квадратный дюйм).
В связи с возросшим спросом в 1886 году была установлена новая насосная станция. Насосы приводились в действие турбинами Жонваля, использующими энергию воды реки Роны. Это сооружение называлось Usine des Forces Motrices и на момент постройки было одним из крупнейших сооружений для выработки и распределения энергии. К 1897 году было установлено 18 турбин общей мощностью 3,3 МВт.
В распределительной сети использовались три различных уровня давления. Для питьевого водоснабжения использовалось самое низкое давление, а магистрали среднего и высокого давления служили в качестве силовых гидравлических сетей. Сеть среднего давления работала при давлении 6,5 бар (94 фунта на квадратный дюйм), и к 1896 году было проложено около 51 мили (82 км) трубопроводов. Она использовалась для питания 130 водяных двигателей типа Шмида полной мощностью 230 л. с. (170 кВт). Сеть высокого давления имела рабочее давление 14 бар (200 фунтов на квадратный дюйм) и общую длину 58 миль (93 км). Она использовалась для питания 207 турбин и двигателей, а также приводов лифтов, и имела полную мощность 3000 л. с. (2200 кВт).
Многие турбины использовались для привода генераторов электрического освещения. В 1887 году рядом с электростанцией была построена электростанция, которая вырабатывала 110 В постоянного тока с максимальной мощностью 800 л. с. (600 кВт) и сеть переменного тока с максимальной мощностью 600 л. с. (450 кВт). Генераторы приводились в движение водяной турбиной, питаемой от гидросети. Гидроэнергетическая сеть не конкурировала с электроснабжением, а рассматривалась как дополнение к нему и продолжала снабжать энергией многих потребителей до экономического кризиса 1930-х годов, когда спрос на воду под давлением как источник энергии снизился. . Последний водяной двигатель был выведен из эксплуатации в 1958 году.
Чтобы избежать чрезмерного повышения давления в гидравлической сети, рядом с главным залом насосной станции был установлен выпускной клапан. Устройство выбрасывало воду через гигантский фонтан Же-До всякий раз, когда оно активировалось. Обычно это происходило в конце дня, когда фабрики выключали свои машины, что затрудняло контроль давления в системе и регулировку подачи воды под давлением в соответствии с фактическим спросом. Фонтан был виден с большого расстояния и стал визитной карточкой города. Когда было найдено инженерное решение, сделавшее фонтан ненужным, поднялся шум, и в 1891 году его перенесли на его нынешнее место в озере, где он служил исключительно туристической достопримечательностью, хотя вода для его создания по-прежнему поступала из гидравлической сети.

## Сводная таблица
| Город     | Запуск в эксплуатацию | Закрыто | Число насосных станций | Протяжённость трубопроводов (мили) | Протяжённость трубопроводов (километры) | Давление (фунты на квадратный дюйм) | Давление (бар) |
| --------- | --------------------- | ------- | ---------------------- | ---------------------------------- | --------------------------------------- | ----------------------------------- | -------------- |
| Халл      | 1876                  | 1947    | 1                      | 2.5                                | 4                                       | 700                                 | 48             |
| Лондон    | 1883                  | 1977    | 5                      | 184                                | 296                                     | 750                                 | 52             |
| Ливерпуль | 1888                  | 1971    | 2                      | 30                                 | 48                                      | 800                                 | 55             |
| Мельбурн  | 1889                  | 1967    | 2                      | 16                                 | 26                                      | 750                                 | 52             |
| Бирмингем | 1891                  |         | 1                      |                                    |                                         | 700                                 | 48             |
| Сидней    | 1891                  | 1975    | 1                      | 50                                 | 80                                      | 750                                 | 52             |
| Манчестер | 1894                  | 1972    | 3                      | 35                                 | 56                                      | 1,120                               | 77             |
| Антверпен | 1894                  |         | 1                      | 4.5                                | 7.2                                     | 750                                 | 52             |
| Глазго    | 1895                  | 1964    | 1                      | 30                                 | 48                                      | 1,120                               | 77             |
| Женева    | 1879                  | 1958    | 1                      | 109                                | 175                                     | 94 / 203                            | 6.5 / 14       |

## Современное состояние
Бристольский порт все еще эксплуатирует систему силового водопровода, насосное оборудование которой было поставлено Фуллертоном, Ходгартом и Барклаем из Пейсли, Шотландия, в 1907 году. Башня, предназначенная для размещения гидроаккумулятора имеет статус памятника архитектуры Соединённого Королевства. Второй гидроаккумулятор был установлен снаружи здания, построенного в 1954 г.. Такое расположение облегчает наблюдение за работой системы.
Ряд артефактов, в том числе здания, использовавшиеся в качестве насосных станций, пережили упадок общественных гидроэнергетических сетей. В Халле насосная станция на Мачелл-стрит была повторно использована в качестве мастерской. Здание до сих пор поддерживает резервуар с секционной чугунной крышей, который использовался для осаждения илистых вод реки Халл, и отмечен синей табличкой в напоминание о его важности. В Лондоне насосная станция Бермондси, построенная в 1902 году, используется как инженерное сооружение, но сохраняет свою дымовую трубу и накопительную башню, в то время как станция в Уаппинге практически завершена, сохранив все свое оборудование, которое все еще работает. заказ. Здание отмечено синей табличкой как исторический памятник.
В Манчестере насосная станция Уотер-стрит, построенная в стиле барокко между 1907 и 1909 годами, использовалась в качестве мастерских для Городского колледжа, но с 1994 года стала частью Музея народной истории. Одна из насосных установок была перемещена. в Музей науки и промышленности, где она был восстановлена в рабочем состоянии и является частью более крупной экспозиции о гидравлической энергии. Насосы были изготовлены манчестерской фирмой Galloways.
В Женеве до сих пор функционирует фонтан Же-До, но с 1951 года он питается от частично затопленной насосной станции, которая использует воду из озера, а не из городского водопровода. Два насоса Sulzer, названные Jura и Salève, создают фонтан, который поднимается на высоту 460 футов (140 м) над поверхностью озера.